# Ozëra Talye
Ozëra Talye (englische Transkription von russisch Озёра Талые Osjora Talyje, deutsch ‚Aufgetaute Seen‘) sind eine Reihe von Seen im ostantarktischen Mac-Robertson-Land. Sie liegen südwestlich des Ritchie Point in den Prince Charles Mountains.
Russische Wissenschaftler benannten sie.